# クライヴ・ダン
クライヴ・ロバート・ベンジャミン・ダン (Clive Robert Benjamin Dunn, OBE, 1920年1月9日 - 2012年11月6日）は、イギリスの俳優、コメディアン、アーティスト、作家。BBCのシットコム「ダッズ・アーミー」でジョーンズ兵長を演じたことで最もよく知られる。

## 生い立ち
俳優の息子としてロンドンのブリクストンで生まれる。いとこには女優のグレッチェン・フランクリンがいる。彼は男子校のセブノークス・スクール（現在は男女共学）で学び、卒業後はロンドンのイタリア・コンティ・アカデミー・オブ・シアター・アーツに入学した。

## 経歴
1930年代から端役での映画出演を始めた。「Boys Will Be Boys」（1935年）や「Good Morning, Boys」（1937年）にウィル・ヘイと共に出演したときはまだ小学生であった。1939年には探偵物語の演劇「The Unseen Menace」のステージマネージャーを務めた。この劇はテレンス・デ・マーニーが舞台に現れず、彼の台詞はグラモフォンで流されるだけで、成功したとは言えなかった。
1940年、第二次世界大戦の開始後にダンは陸軍に入隊し、第4女王直属軽騎兵隊に配属された。部隊はギリシャの戦いに参加したが、コリントス運河での戦闘後に降伏した。ダンは400名の捕虜の一員として捉えられ、オーストリアで4年を過ごした。彼は終戦後も軍に残り、最終的に1947年に除隊した。
除隊後に俳優としての経歴を再開し、レパートリー・シアターでの活動をメインとし、間もなくテレビに出演するようになった。1956年と57年にダンは「The Tony Hancock Show」に出演し、1960年には「Hancock's Half Hour」に出演した。1960年代、彼はトニー・ハンコック、マイケル・ベンタイン、ドーラ・ブライアン、ディック・エメリーらと多く共演し、その後1968年に「ダッズ・アーミー」のジョーンズ役を獲得した。
芸歴の初期からよぼよぼの老人役がトレードマークであった。最初の印象的な役は「The Army Game」のスピンオフ、「Bootsie and Snudge」でのものである。ダンは少し怪しげな紳士クラブで働く年老いた雑用係のジョンソン氏を演じた。物語は「Bootsie」ビスレー（アルフィー・ベース）とクロード・スナッジ軍曹（ビル・フレイザー）が軍を退役した後に仕事を見つけたところから始まった。
1967年には「おしゃれ(秘)探偵」にゲスト出演し、シリーズ5の第14話「Something Nasty in the Nursery」でおもちゃ屋のオーナーを演じた。
「ダッズ・アーミー」のキャストの中では若手の方で、ウォルミントン・オン・シー（架空の海辺のリゾート地）を防衛するホーム・ガードのメンバーである初老の肉屋役を引き受けたとき、彼は48歳であった。彼に役が決まる前、ジャック・ヘイグとデヴィッド・ジェイソンが候補に考えられていた。他のキャストと比較して彼は若かったが、それは彼が肉体的なコメディの大半を担当することを意味した。他のキャストの大半は体力的に演じることができなかった。
信念を持った社会主義者で、メインウェアリング大尉を演じた保守党支持者のアーサー・ロウと口論することがしばしばであった。1975年にダンが大英帝国勲章を受章した際には、ロウだけが女王から高位の勲章を受章したキャストであった。
「ダッズ・アーミー」が終了した後、ダンは1979年から84年まで子供向けのドタバタ喜劇テレビシリーズ「Grandad」で主要キャラクターのチャーリー・クイックを演じた。彼は村のホールの管理人を演じ、テーマ曲を歌った。彼は1971年1月、自身の51回目の誕生日に子供の合唱団と共に歌った「Grandad」でナンバーワンヒットを獲得している。曲はベーシストのハービー・フラワーズによるものであった。彼はこの曲を「トップ・オブ・ザ・ポップス」で4回歌っている。B面は「I Play The Spoons」で、こちらも何度となくラジオでオンエアされた。1984年に「Grandad」から降板すると、彼はスクリーンからも姿を消し、ポルトガルに引退した。シングル「Grandad」のヒット後、ダンはその他に何枚かのシングルをリリースした。
1971年に「This Is Your Life」に取り上げられたが、その際に司会者のエイモン・アンドリュースに驚かされた。

## 私生活
1951年にロンドンでファッションモデルのパトリシア・ケニオンと結婚した。2人は1958年に離婚した。その後1959年6月に女優のプリシラ・プゲ＝モーガン（1934年1月14日生）と結婚した。夫妻は二人の娘、ポリーとジェシカを儲けた。
2006年の記事では、ダンは目に病気を抱え、しばしば物が見えなくなるがそれ以外は健康であることが報じられた。2008年8月には「Jonathan Ross Salutes Dad's Army」に向けたメッセージを録音し、「ダッズ・アーミー」40周年記念で公開された。
従姉妹のグレッチェン・フランクリンはテレビ女優であり、BBCのソープオペラ「イーストエンダーズ」のエセル・スキナー役でよく知られた。ダンは彼女が2005年死去した後、その財産を相続した。
最後の30年をポルトガルのアルガルヴェで過ごした。彼は視力を失うまで肖像画や風景画を描いて暮らした。

## 死
手術後の合併症が原因で、2012年11月6日にポルトガルで死去した。彼の代理人ピーター・チャールズワースは「とても悲しい」と語り、彼の死が「演劇界にとっての本当の損失」であったと語った。彼の死後、ビル・パートウィーが2013年、パメラ・カンデルが2015年に死去し、「ダッズ・アーミー」の主要キャストで健在なのは、小隊のメンバーを演じたイアン・ラベンダーとフランク・ウィリアムズの二人だけとなった。
「ダッズ・アーミー」で牧師を演じたフランク・ウィリアムズは、ダンは周りのことをいつも「とても楽しませた」と述べた。 「もちろん、彼は彼が果たした役よりもはるかに若かった。」ウィリアムズはBBCラジオ4で「実際彼を老人として考えることは非常に困難だが、彼は一緒に働くのに素晴らしい人物だった - いつも楽しく、素晴らしいユーモアのセンスを持ち、本当に大きな喜びを与えてくれた。」と語っている。
パイク二等兵を演じたイアン・ラベンダーは「我々全員の中で、彼は最もファンのために多くの時間を費やした。 誰でもかつては、戸口から避けるか、頭に新聞を被ったが、クライブは違った。彼は常にファンのために時間を作った。」と語った。

## フィルモグラフィ

### 映画
| 映画 | 映画                     | 映画                              | 映画           |
| 年   | タイトル                 | 役名                              | 注             |
| ---- | ------------------------ | --------------------------------- | -------------- |
| 1980 | 天才悪魔フー・マンチュー | Keeper of the Keys - London Tower |                |
| 1971 | ダッズ・アーミー         | L.Cpl. Jack Jones                 |                |
| 1969 | マジック・クリスチャン   | Sommelier                         |                |
| 1969 | Crooks and Coronets      | Basil                             |                |
| 1967 | Just like a Woman        | Graff von Fischer                 |                |
| 1967 | The Mini-Affair          | Tyson                             |                |
| 1965 | You Must Be Joking       | Doorman                           |                |
| 1963 | The Mouse on the Moon    | Bandleader                        |                |
| 1963 | She'll Have to Go        | Chemist                           |                |
| 1962 | The Fast Lady            | Old Gentleman in Burning House    |                |
| 1961 | What a Whopper           | Mr. Slate                         |                |
| 1957 | 宝島                     | Ben Gunn                          |                |
| 1949 | Boys in Brown            | Holdup Man                        | クレジット無し |
| 1938 | 響け凱歌                 | Minor Role                        | クレジット無し |
| 1937 | Good Morning, Boys       | Minor Role                        | クレジット無し |
| 1935 | Boys Will Be Boys        | Schoolboy watching rugby          | クレジット無し |

### テレビドラマ
| テレビドラマ | テレビドラマ                  | テレビドラマ              | テレビドラマ |
| 年           | タイトル                      | 役名                      |              |
| ------------ | ----------------------------- | ------------------------- | ------------ |
| 1960-63      | Bootsie and Snudge            | Henry Johnson             |              |
| 1968-77      | ダッズ・アーミー              | Lance-Corporal Jack Jones |              |
| 1970-71      | Here Come the Double Deckers! | Hodge                     |              |
| 1974-75      | My Old Man                    | Sam Cobbett               |              |
| 1979-84      | Grandad                       | Charlie Quick             |              |

### シングル
- "Grandad" / "I Play the Spoons", Columbia, 1970 (reached No. 1 in the UK in January 1971)
- "My Lady (Nana)" / "Tissue Paper & Comb", Columbia, 1971
- "Wonderful Lilly" / "Pretty Little Song", Columbia, 1972
- "Let's Take A Walk" / "Tell Us", Columbia, 1972
- "Our Song" / "She's Gone", EMI, 1973
- "Grandad" / "My Lady (Nana)" (reissue), EMI, 1973
- "My Old Man" / "My Own Special Girl", EMI, 1974
- "Holding On" / "My Beautiful England", Reprise, 1976
- "Goodnight Ruby" / "Thank You and Goodnight", Decca, 1977
- "Thinking of You This Christmas" / "'Arry 'Arry 'Arry", Sky Records, 1978
- "There Ain't Much Change From A Pound These Days" / "After All These Years" (with John Le Mesurier), KA Records, 1982.
- "Grandad" (reissue) / "There's No-One Quite Like Grandma", EMI, 1988.

### ノンフィクション
- Permission to Speak: an autobiography (1986).[17]
- Permission to Laugh: my favourite funny stories (1996).[18]

## 参照
1. ↑  Dennis Barker. “Clive Dunn obituary”. the Guardian. 2016年1月11日閲覧。
2. 1 2  “Don't panic, Arthur!”. iccoventry. 2006年1月26日閲覧。
3. ↑  GRO Register of Births: MAR 1920 1d 1060 LAMBETH - Robert B. Dunn, mmn = Franklin
4. 1 2 3 4 5  Clive Dunn. Telegraph (7 November 2012). Retrieved on 4 February 2013.
5. ↑  “Clive Dunn Obituary”. BBC News. (2012年11月8日)
6. ↑  映像 - YouTube[リンク切れ]
7. ↑  Graham McCann "Dad's Army, The Story of a Classic Television Show" ISBN 1-84115-309-5
8. ↑  “Clive Dunn; Grandad episode part 1”.   Youtube.com. 2013年2月4日閲覧。
9. ↑  Permission to Speak, Sir? Saga magazine (February 1992) accessed 15 February 2007
10. ↑  GRO Register of Marriages: SEP 1951 5c 2884 KENSINGTON - Robert B. Dunn = Patricia Kenyon
11. ↑  GRO Register of Marriages: JUN 1959 9c 1654 STRATFORD - Robert B. Dunn = Priscilla M. Pughe-Morgan.
12. ↑  “Researcha”.   Web.researcha.com. 2011年8月3日閲覧。[リンク切れ]
13. 1 2  EastEnder Ethel leaves ￡200,000 to elderly, Daily Mail, accessed 3 March 2007
14. 1 2  Haynes, Jonathan (2012年11月7日). “Dad's Army actor Clive Dunn dies”. The Guardian (London) 2012年11月7日閲覧。
15. ↑  “The Passing Away of Clive Dunn by Lifestyle Uncut”.   Lifestyleuncut.com. 2012年11月8日閲覧。
16. 1 2  “BBC News - Clive Dunn, Dad's Army actor, dies aged 92”. Bbc.co.uk. (2012年11月8日) 2012年11月7日閲覧。
17. ↑  “Permission to speak : an autobiography / Clive Dunn.”.   British Library. 2013年2月4日閲覧。
18. ↑  “Permission to laugh : my favourite funny stories / Clive Dunn ; illustrations by Jessica Dunn”.   British Library. 2013年2月4日閲覧。